# Gordon setter
De Gordon setter is een Schots hondenras, dat tot de setters behoort. Het ras is ontstaan in Schotland en is sinds 1861 erkend. De Gordon setter is een jachthond, die ook goed als gezinshond te houden is. Een volwassen reu is ongeveer 66 centimeter hoog, een volwassen teef ongeveer 62 centimeter. Het gewicht varieert tussen de 25,5 en 29,5 kilogram.

## Geschiedenis
The Kennel Club gaf dit hondenras in 1924 de naam 'Gordon Setter'. Daarvoor waren zij al te vinden in veel andere kennels naast die van de Schot Alexander Gordon, 4e hertog van Gordon (1743-1827). Hoogstwaarschijnlijk waren de meeste setters op Gordon Castle in de tijd van de hertog overigens driekleurig in plaats van puur zwart en geelbruin.
In 1842 werd het ras door George Blunt en Daniel Webster geïntroduceerd in de Verenigde Staten, nadat zij twee honden hadden gekocht uit de kennels van de hertog. De American Kennel Club erkende het hondenras in 1892.

## Vacht

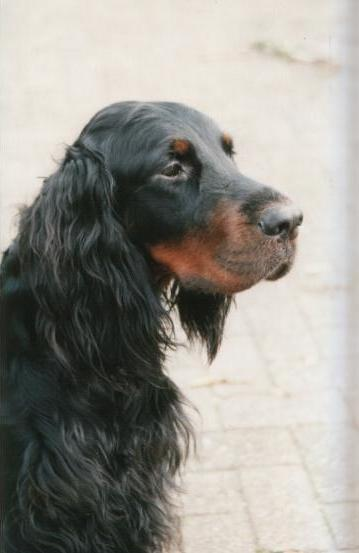
Kop van de Gordon setter

De vacht van de hond is zwart met een kastanjebruine aftekening; Black and Tan genoemd. De vacht bestaat uit gematigd lang, zijdeachtig haar, maar mag nooit krullen. De specifieke kenmerken staan uitgebreid beschreven in de rasstandaard.

## Opvoeding
De Gordon setter is geen moeilijke hond om op te voeden, al kan hij wel wat eigenzinnig zijn, maar met een consequente opvoeding, liefde en geduld valt er veel te bereiken. Wel moet er rekening mee gehouden worden dat de Gordon Setter een energieke hond is.

## Rasverenigingen
De Nederlandse Gordon Setter Club is sinds 1931 een door de Raad van Beheer erkende Rasvereniging voor de Gordon Setters. De Gordon Setter Vereniging Nederland (GSVN) bestaat sinds 2010 en is in 2011 als vertegenwoordiger voor de Gordon Setter erkend door de Raad van Beheer. De rasverenigingen proberen de kwaliteit van de Gordon Setter te behouden en verbeteren door onder meer een fokbeleid gericht op gezondheid en welzijn, puppy info en herplaats info, nestbezoeken, jaarlijkse keuring van nieuwe nesten alsmede goede voorlichting over het houden en verzorgen van een Gordon Setter. Naast het beheren van het ras is hun doel om in de vorm van activiteiten liefhebbers dichter bij elkaar te brengen.